# О. Хенри
O. Хенри (на английски: O. Henry) е литературният псевдоним на американския писател Уилям Сидни Портър (William Sydney Porter), известен като майстор на късия разказ с неочакван край, пишещ за живота на обикновените хора в Ню Йорк. Характерна за разказите му е употребата на сложна фабула, обръщаща се в най-неочакван момент в иронично пресъздаване на обстоятелствата.

## Биография
Уилям Сидни Портър е роден в плантация на име Уърт Плейс в Грийнсбъро, Северна Каролина. Неговият баща, Алджърнън Сидни Портър (Algernon Sidney Porter), е бил лекар. На тригодишна възраст Уилям губи майка си, която умира от туберкулоза. Той и баща му се местят в дома на баба му по бащина линия, където бъдещият писател израства под грижите на възрастната жена и леля си.
Уилям бил известен като страстен читател. През 1876 г. той завършва началното училище, ръководено от неговата леля. След това се записва в гимназията Линси Стрийт Хай Скул. През 1879 г. започва да работи като счетоводител в аптеката на чичо си, а през 1881 г. – когато е само на деветнадесет годишна възраст – се дипломира като фармацевт.
През 1882 г. Уилям отива в Тексас, където първоначално работи като овчар и общ работник в едно ранчо в окръг Ла Сал. След това живее и работи в Хюстън, като сменя различни професии – на фармацевт, чертожник, журналист, банков чиновник. Докато е в Тексас успява да научи и испански език.
През 1887 г. се премества в Остин, където се жени за седемнадесетгодишната Атъл Естес (Athol Estes) въпреки възраженията и неодобрението от страна на родителите ѝ. През 1888 г. Атъл ражда син, но поради факта, че и тя, и съпругът ѝ са болни от туберкулоза по това време, скоро след раждането бебето умира. Година по-късно Атъл ражда второ дете – този път момиче, кръстено Маргарет.
През 1894 г. Портър започва да издава хумористичния седмичник „Ролинг Стоун“(„The Rolling Stone“ – "търкалящият се камък“ в букв. превод, а като идиом „скитника, бродягата“) и същевременно работи като касиер в банка в Остин. Един ден той е обвинен в злоупотреба с паричните средства на банката и е принуден да напусне. През 1895 г., след като седмичникът му фалира, Уилям се мести в Хюстън и се присъединява към вестник „Хюстън Пост“ като репортер и автор на собствена колонка. Скоро след това той е арестуван за злоупотребите във връзка с предишната му работа в банката в Остин.
Портър е пуснат под гаранция и ден преди провеждането на делото на 7 юли 1896 г. той избягава от града. Няколко месеца се укрива от властите в Ню Орлиънс, а по-късно и в Хондурас. Следващата година (1897) обаче той научава, че жена му е починала и се връща в САЩ, където се предава доброволно на властите с молба за смекчаване на присъдата.
Атъл Естес Портър умира на 25 юли 1897 г. Портър е осъден на 5 години за незаконно присвояване на пари въпреки оспорваните дебати в съда относно фактическата му вина. Така на 25 април 1898 г. той е вкаран в затвора Охайо Стейт Пенитеншъри. На 24 юли 1901 г. е освободен предсрочно за добро поведение, след като вече е излежал три години от присъдата си.
Докато е в затвора Портър започва да пише кратки разкази, за да припечелва пари, необходими за издръжката на дъщеря му Маргарет. Първото му произведение Whistling Dick’s Christmas Stocking се появява през 1899 в списание „МакКлуър'с Мегъзин“ (McClure’s Magazine). През времето, в което е в затвора, той успява да напише поне дванадесет разказа. Когато през 1901 г. го освобождават предсрочно, той решава да промени името си, за да не разберат неговите читатели, че е бил в затвора. Започва да подписва разказите си с литературния псевдоним „О.Хенри“ (O.Henry).
Портър се подписва и с други имена, особено често с „Джеймс Л. Блис.“ Този псевдоним той използва докато работи за списание „Ейнсли'с Магъзин“ (Ainslee's Magazine) в Ню Йорк след освобождаването му от затвора. Но псевдонимът „О.Хенри“ е името, с което Портър бива разпознаван от редакторите на списания и читателската аудитория и което му носи най-големи печалби от продажбите на разказите му. Затова малко след 1903 г. Портър започва да използва изключително и само „О.Хенри“ при подписването под творбите си.
През 1902 г. Портър се мести в Ню Йорк и от декември 1903 г. до януари 1906 г. пише по един разказ седмично за „Ню Йорк Уърлд“ (New York World), а публикува също и в други списания. Портър се жени отново през 1907 г. за детската си любов Сара Линдзи Колман (Sarah Lindsey Coleman). Дали заради успеха на късите му разкази, които биват публикувани в множество списания и издавани в сборници, или заради напрежението, съпътстващо големия му успех, Портър се пропива. Това влошава отношенията със съпругата му и година след сключването на брака им тя го напуска.
Последната година от живота на Портър преминава в дълги алкохолни нощи, влошено здравословно състояние и парични проблеми. Умира на 5 юни 1910 г. от цироза на черния дроб. След погребална служба в Ню Йорк е погребан в Ашвил, Северна Каролина. Дъщеря му Маргарет Уърт Портър (Margaret Worth Porter) умира през 1927 г. и е погребана до баща си.

## Произход на псевдонима
Има различни версии за произхода на псевдонима. Някои смятат, че това е името на един от пазачите от затвора – Орин Хенри (Orrin Henry). Според други Портър взима псевдонима си от обръщението „О, Хенри!“ към домашния си любимец – котарака Хенри. Американският писател Гай Девънпорт смята, че псевдонимът се е „получил“ от сбиването на наименованието на затвора, в който Портър излежава присъдата си до „Ohio Penitentiary“. Възможно е псевдонимът да идва от съкръщението на името на френския фармацевт Етиен-Осиан Анри (Etien-Osian Henry), чиито трудове Портър разучава докато е в затвора. Допълнително объркване внася и фактът, че поне един от разказите на Портър, както и по-късни биографични очерци са били подписани с „пълното“ име „Olivier Henry“.

## Творчество
Повечето от разказите на O.Хенри описват неговото собствено време, ранните години на XX век. Много от сюжетите се развиват в град Ню Йорк и най-често разказват за живота на обикновените хора: чиновници, полицаи, келнерки. Характерен за голяма част от историите му е неочакваният край.
Първият му сборник с разкази Cabbages And Kings (оригинално преведен на български като „Зелки и царе" от Нели Константинова през 1992 г.) се появява през 1904 г. Вторият, The Four Million, е издаден 2 години по-късно и включва известните разкази „Даровете на влъхвите“ (The Gift Of The Magi) и „Мебелираната стая“ (The Furnished Room). Разказът The Trimmed Lamp е включен в сборника The Last Leaf, издаден през 1907 г. Най-известният разказ на Портър е може би „Вождът на червенокожите“ (The Ransom Of Red Chief), който е включен в сборника Whirligigs от 1910 г.
Приживе Портър издава 10 сборника и над 600 къси разказа. Посмъртно са публикувани още три сборника: Sixes And Sevens (1911), Rolling Stones (1912) и Waifs And Strays (1917).
В България са преведени и издадени няколко сборника с негови разкази.